# Jonas Hellwig
Jonas Hellwig (* 1985) ist ein deutscher Webdesigner, Fachbuchautor und Video-Trainer. 

## Leben
Hellwig absolvierte eine Ausbildung zum Mediengestalter Digital und Print an der Albrecht-Dürer-Berufsschule in Düsseldorf. Seit 2009 publiziert er gedruckte Fachbücher, E-Books und DVD-Video-Trainings zum Thema Webdesign und verfasst Artikel für verschiedene Fachmagazine. Inhaltliche Schwerpunkte seiner Publikationen sind Photoshop, Responsive Design, WordPress und allgemeine Grundlagen zum Thema Interface- bzw. Webdesign.
Seine gedruckten Fachbücher erschienen beim Franzis-Verlag, die Video-Trainings wurden im Rheinwerk Verlag (ehemals Galileo Press) veröffentlicht. E-Books veröffentlicht er im Eigenverlag der von ihm gegründeten Webdesign-Agentur kulturbanause. Die von ihm verfassten Artikel in Fachmagazinen erschienen u. a. im t3n-Magazin, bei »Photoshop Praxis« und im »Webmaking Magazin«. Hellwig ist regelmäßiger Sprecher auf fachspezifischen Konferenzen zum Thema Webdesign und Webentwicklung. 
Jonas Hellwig lebt und arbeitet heute in Berlin.

## Veröffentlichungen
- 2009: Photoshop für Webdesigner, Franzis Verlag
- 2010: WordPress-Themes, Franzis-Verlag
- 2011: WordPress-Themes (aktualisierte Auflage), Franzis-Verlag
- 2011: Webdesign mit Photoshop, Galileo Design
- 2012: Webdesign mit Photoshop CS6, Galileo Design
- 2013: Webdesign mit Photoshop CS6 und CSS3, Franzis Verlag
- 2013: Responsive Webdesign, Galileo Computing
- 2013: WordPress 3, Galileo Computing
- 2014: Web Design mit Sass, kulturbanause
- 2014: Modernes Webdesign mit Jonas Hellwig, Galileo Design
- 2014: Responsive Webdesign, Galileo Computing
- 2016: WordPress-Themes entwickeln und gestalten, Rheinwerk-Verlag